# مازكويراس
بلدية مازكويراس (بالإسبانية: Mazcuerras)‏، هي إحدى بلديات منطقة كانتابريا, المصنفة على أنها مقاطعة أيضاً، في شمال إسبانيا.
يبلغ عدد سكانها 1.885 نسمة وفقاً لإحصائية سنة (2002).

## أعلام
- إيغور إنغونغا